# Brigadier (Gendarmerie française)
Pour les articles homonymes, voir Brigadier (homonymie).
Les  brigadier et brigadier-chef sont des grades de gendarme adjoint volontaire plus exactement de militaire du rang de la Gendarmerie nationale.

## Histoire

### Brigadier, commandant de brigade (1720-1918)
L'édit du 9 mars 1720 crée les nouvelles compagnies de la Maréchaussée. Les effectifs sont répartis sur le territoire en plusieurs petites unités : les brigades Le commandement de ces formations est confié aux Archers (ancêtre des gendarmes) les plus aptes et les plus anciens à qui on donna le grade de Sous-Brigadier (équivalent de maréchal des logis-chef aujourd'hui) ou de Brigadier (équivalent d'adjudant aujourd'hui).
L'ordonnance de 1778 supprime le grade de Sous-Brigadier qui est alors nommé Brigadier, et remplace le grade de Brigadier par celui de Maréchal-des-logis. Le grade de Brigadier de la Maréchaussée correspond alors au maréchal-des-logis de la Cavalerie. Les brigades de gendarmerie sont alors constitués de 4 militaires et commandées par un Brigadier ou un Maréchal-des-logis. Le Brigadier n'a pas le statut de bas-officier, contrairement au Maréchal-des-logis. Les Cavaliers (qui ont succédé aux Archers en 1778) peuvent prétendre au grade de Brigadier après 5 ans de service dans leur grade.
Les galons de manches étaient composés d'un chevron argenté pour les brigadiers de la Gendarmerie, et d'un chevron doré pour ceux de la Légion de la Garde Républicaine de Paris.
Le décret du 21 février 1918 donne le rang de sous-officier aux gendarmes et brigadiers de la Gendarmerie Nationale.
Fin 1918, les grades de Brigadier, Maréchal-des-logis, Maréchal des logis-chef, Adjudant et Adjudant-chef prennent l'appellation de Chefs de brigade (1re à 4e classe et Hors classe). Ces appellations sont finalement supprimées en 1925 au profit des anciennes dénominations, mais les grades de Brigadier et Maréchal-des-logis disparaissent également de la hiérarchisation de la Gendarmerie.
Depuis 1918, le supérieur du gendarme n'est donc plus le brigadier, qui aura assuré ce rôle pendant près de 200 ans. Le gendarme précédera le chef de brigade de 4e classe jusqu'à la suppression de cette dernière dénomination en 1925. À partir de cette date, le maréchal des logis-chef sera la supérieur direct du gendarme.
Notons cependant que pendant de nombreuses années, le public, en particulier féminin, n'ayant pas fait de service militaire dans l'immense majorité,  avait tendance à dénommer le Commandant de la Brigade locale " le Brigadier", cette pratique se perdant depuis maintenant  plusieurs décennies.

### Brigadier, gendarme auxiliaire/adjoint (depuis 1972)
En 1972, la création du service national au sein de la gendarmerie nationale voit l'apparition des Gendarmes Auxiliaires (GA). Appelé du contingent et militaire du rang, le grade de Brigadier (BRI) refait son apparition au sein de l'Institution comme équivalent de Caporal dans les Armes d'Infanterie et des Brigadiers dans les autres Armes de Cavalerie. Il est précédé par le grade de Gendarme auxiliaire et est suivi par le Brigadier-Chef (BRC), nouvellement créés.
En 1998, à la suite de la suspension du service national, les gendarmes adjoints volontaires (GAV) remplacent les gendarmes auxiliaires. Ils servent alors sous le statut de volontaire dans les armées françaises défini par le décret no 98-782, du 1er septembre 1998. Seuls les gendarmes adjoints titulaires du diplôme de gendarme adjoint (DGA) peuvent prétendre au grade de brigadier.
Les grades et galons sont identiques dans la réserve opérationnelle. Les gendarmes adjoints de réserve, titulaires du diplôme de gendarme adjoint de réserve (DGAR) ou de la qualité d'Agent de Police Judiciaire Adjoint (APJA) et ayant servi un minimum de 3 mois, peuvent prétendre à l'avancement au grade de brigadier de réserve. Les brigadiers de réserve, qui remplissent les mêmes conditions et ayant un minimum de un mois dans leur grade, peuvent également être promus brigadier-chef de réserve.
Contrairement aux militaires du rang des autres armées, il n'y a pas d'engagés volontaires. Les brigadiers et brigadiers-chef de la gendarmerie sont soit des GAV, donc des volontaires des armées et non des engagés volontaires, soit des réservistes.

## Galons

### Fourreaux d'épaule
Les fourreaux d'épaule des brigadiers sont de couleurs bleues comme tous ceux des militaires du rang de la Gendarmerie (hors gendarmerie maritime et de l'air) et de maréchal des logis du volontariat. Il est composé de deux chevrons également de couleurs bleues et d'attributs argentés avec deux chevrons d'élite coiffant la grenade à 10 flammes.
Les fourreaux d'épaules des brigadiers chefs sont composées d'un chevron argenté superposé à deux chevron bleus sur fond bleu. Il a les mêmes attributs que le brigadier.
Les galons des brigadiers et brigadier-chefs, affectés au sein de la Gendarmerie de l'air et de l'espace et de la Gendarmerie maritime, sont de couleurs noirs, comme ceux des sous-officiers. Un charognard argenté (pour la gendarmerie de l'air et de l'espace) ou une ancre de marine avec la grenade à flammes dorées (pour la gendarmerie maritime) remplace les attributs habituels.

Brigadier
Brigadier de la Gendarmerie de l'air et de l'espace
Brigadier de la Gendarmerie maritime
Brigadier-chef
Brigadier-chef de la Gendarmerie de l'air et de l'espace
Brigadier-chef de la Gendarmerie maritime

### Sens du galon de poitrine du brigadier-chef
Il existe un "débat" régulier sur le sens dont le galon de poitrine de brigadier-chef doit être porté. Plusieurs thèses plus ou moins fantaisistes, favorables à l'un ou l'autre des sens ont cours.
- Chevron blanc à droite, précédé de 2 chevrons bleus.
Les arguments proposés pour le sens "bleu-bleu-blanc" sont que les galons se « lisent de bas en haut », ou que l’évolution des grades suit l’avancement (« on est promu brigadier avant brigadier-chef »). Ces raisonnements sont arbitraires, et ne prouvent rien. On peut néanmoins trouver cette disposition dans certains catalogues commerciaux ce qui n'en fait pas une référence.
- Chevron blanc à gauche suivi de 2 chevrons bleus.
Pour étayer cette thèse, il est expliqué que le brigadier-chef étant « le chef des brigadiers », le chevron blanc qui « symbolise le chef » doit « logiquement » se trouver en premier. Si le raisonnement est discutable, le résultat obtenu est correct et cette explication peut servir de moyen mnémotechnique.

Il faut se rappeler qu'un galon de poitrine est une "réduction" du chevron d'épaule correspondant, sur lequel un chevron blanc surmonte 2 chevrons bleus. En France, les chevrons d'épaule se portent pointe vers le haut (contrairement à beaucoup d'autres armées, anglo-saxonnes ou ivoirienne entre autres, où ils sont portés pointe vers le bas tel un "V"). Si on prolonge "mentalement" l'insigne ci-dessus afin d'obtenir un chevron pointe vers le haut, on comprend alors pourquoi le sens conventionnel doit être "blanc-bleu-bleu". Ce sens est d'ailleurs conforme à ce qui est pratiqué dans l’armée de terre (1 chevron argenté ou doré + 2 chevrons identiques selon l’Arme).
Le bon sens est d'ailleurs visualisable à partir de la plaquette du distributeur officiel de l'arme ainsi que sur celle d'aide à l'apprentissage des grades.